# Green (Familienname)
Green ist ein verbreiteter skandinavischer und englischer Familienname.

## Herkunft und Bedeutung
Das Wort 'green' oder auch 'gren' bedeutet 'Zweig' oder 'Ast', als Familienname – besonders in Zusammensetzung – wohl Zweig einer Familie. In diesem Sinne ist es vermutlich mit den Wikingern auch nach England gelangt, hat aber dort ursprünglich nichts mit der Farbe 'green' zu tun.

## Varianten
- Greene

## Namensträger

### A
- A. C. Green (* 1963), US-amerikanischer Basketballspieler
- A. J. Green (* 1988), US-amerikanischer American-Football-Spieler
- Adam Green (Regisseur) (* 1975), US-amerikanischer Regisseur, Drehbuchautor sowie Filmproduzent
- Adam Green (* 1981), US-amerikanischer Sänger, Songwriter, Dichter und Filmemacher
- Adam Green (Tischtennisspieler) (* 1980),  australischer Tischtennisnationalspieler
- Adolph Green (1914–2002), US-amerikanischer Lyriker und Dramatiker
- Agustín de Iturbide y Green (1863–1925), mexikanischer Kronprinz
- Ahman Green (* 1977), US-amerikanischer American-Football-Spieler
- Al Green (geb. Albert Greene; * 1946), US-amerikanischer Musiker und Prediger
- Al Green (Politiker) (Alexander N. Green; * 1947), US-amerikanischer Politiker
- Alan Green (Grafiker) (1932–2003), britischer Maler
- Alan Green (Fußballspieler, 1951) (* 1951), englischer Fußballspieler
- Alan Green (Fußballspieler, 1954) (* 1954), englisch-US-amerikanischer Fußballspieler
- Albert Green (Politiker) (1869–1940), australischer Politiker, Verteidigungsminister 1929–1931
- Albert Green (Fußballspieler, 1892) (1892–1956), englischer Fußballspieler
- Albert Green (Fußballspieler, 1907) (1907–1989), englischer Fußballspieler
- Albert Green (* 1946), US-amerikanischer Musiker und Prediger; siehe Al Green
- Albert E. Green (1912–1999), britischer Mathematiker und Ingenieurwissenschaftler
- Alex Green (Footballspieler, 1965) (William Alexander Green; * 1965), US-amerikanischer American-Football-Spieler
- Alex Green (Footballspieler, 1988) (Alexander Denell Green; * 1988), US-amerikanischer American-Football-Spieler
- Alex Green (Eishockeyspieler) (* 1998), US-amerikanischer Eishockeyspieler
- Alex Green (Badminton) (* 2003), englischer Badmintonspieler
- Alexander Henry Green (1832–1896), britischer Geologe
- Alfred Green (Erfinder) (1864–1941), britischer Chemiker und Erfinder, siehe Twyman-Green-Interferometer
- Alfred E. Green (1889–1960), US-amerikanischer Filmregisseur
- Alice Stopford Green (1847–1929), irische Historikerin
- Allan Green (* 1979), US-amerikanischer Boxer
- Amanda Green (Schauspielerin) (* 1963), US-amerikanische Schauspielerin
- Amanda Green (Musikerin) (* 1965), US-amerikanische Sängerin und Songwriterin
- Amanda Green (Produzentin), US-amerikanische Produzentin und Drehbuchautorin
- André Green (Psychoanalytiker) (1927–2012), französischer Psychoanalytiker
- André Green (Leichtathlet) (* 1973), deutscher Langstreckenläufer
- André Green (Fußballspieler) (* 1998), englischer Fußballspieler
- Andrew Green, Baron Green of Deddington (* 1941), britischer Diplomat und parteiloser Politiker, Peer
- Andy Green (* 1962), britischer Pilot
- Anna Green (Sängerin) (* 1933), britische Pianistin und Opernsängerin (Sopran)
- Anna Green (Fußballspielerin) (* 1990), neuseeländische Fußballspielerin
- Anna Catharine Green, Geburtsname von Anna Katharine Rohlfs (1846–1935), US-amerikanische Schriftstellerin
- Anne Catherine Hoof Green (um 1720–1775), US-amerikanische Druckerin
- Anthony Green, Pseudonym von Mario Sabatini (Regisseur) (* 1927), italienischer Filmregisseur und Drehbuchautor
- Anthony Green (Archäologe) (1956–2012), britischer Archäologe
- Anthony Green (Leichtathlet), neuseeländischer Leichtathlet
- Anthony Green (Schauspieler) (* 1970), britischer Schauspieler
- Anthony Green (Musiker) (* 1982), US-amerikanischer Musiker, Sänger und Songwriter
- Anthony Green (Rennfahrer), britischer Motorradrennfahrer
- Archie Green (1917–2009), US-amerikanischer Erzählforscher
- Arda Green (1899–1958), US-amerikanische Biochemikerin
- Arnold Green (1920–2011), estnischer Sportfunktionär
- Arthur Green (Bischof) (1857–1944), australischer Geistlicher
- Arthur Green (Fußballspieler, 1881) (1881–1966), walisischer Fußballspieler
- Arthur Green (Fußballspieler, 1928) (1928–1992), englischer Fußballspieler
- Arthur Green (jüdischer Gelehrter) (* 1941), US-amerikanischer jüdischer Gelehrter
- Arthur Green (Künstler) (1941–2025), US-amerikanischer Künstler
- Arthur George Green (1864–1941), britischer Chemiker

- August Friedrich Siegmund Green (1736–1798), deutscher Jurist
- Alex Edward Samuel Green (1919–2014), US-amerikanischer theoretischer Physiker

### B
- Bartholomew Green (Märtyrer) (1530–1556), englischer Märtyrer
- Bartholomew Green (Drucker, 1666) (1666–1732), US-amerikanischer Drucker und Zeitungsredakteur
- Bartholomew Green (Drucker, 1699) (1699–1751), US-amerikanischer Drucker
- Ben Green (* 1977), britischer Mathematiker
- Ben Green (Rennfahrer) (* 1998), britischer Automobilrennfahrer
- BenJarvus Green-Ellis (* 1985), US-amerikanischer American-Football-Spieler
- Bennie Green (1923–1977), US-amerikanischer Jazz-Posaunist
- Benny Green (1927–1998), britischer Jazz-Saxofonist, Hörfunkmoderator und Autor
- Benny Green (Pianist) (* 1963), US-amerikanischer Jazz-Pianist
- Bill Green (Musiker) (William Ernest Green; 1925–1996), US-amerikanischer Jazzmusiker
- Bill Green (Politiker) (1929–2002), US-amerikanischer Politiker
- Bill Green (Geochemiker), US-amerikanischer Geochemiker und Hochschullehrer
- Bill Green (Fußballspieler) (1950–2017), englischer Fußballspieler und -trainer
- Bill Green (Hammerwerfer) (* 1960), US-amerikanischer Leichtathlet
- Bill Green (Sprinter) (1961–2012), US-amerikanischer Leichtathlet
- Brendan Green (* 1986), kanadischer Biathlet
- Brent Ryan Green (* 1984), US-amerikanischer Filmproduzent
- Brian Green (Fußballspieler) (1935–2012), englischer Fußballspieler und -trainer
- Brian Green (Leichtathlet) (* 1941), britischer Sprinter
- Brian Austin Green (* 1973), US-amerikanischer Schauspieler
- Brian Lane Green (* 1962), US-amerikanischer Schauspieler, Sänger und Regisseur
- Bruce Green, US-amerikanischer Filmeditor
- Brunson Green (* 1967), US-amerikanischer Filmproduzent
- Bunky Green (1933–2025), US-amerikanischer Jazz-Saxofonist
- Byram Green (1786–1865), US-amerikanischer Politiker

### C
- Caleb Green (* 1985), US-amerikanischer Basketballspieler
- Cameron Green (* 1999), australischer Cricketspieler
- Candida Lycett Green (1942–2014), britische Sachbuchautorin und Journalistin
- Cecil Green (1919–1951), US-amerikanischer Rennfahrer
- Cecil H. Green (1900–2003), britisch-amerikanischer Elektroingenieur, Geophysiker, Unternehmer und Mäzen
- CeeLo Green (* 1975), US-amerikanischer Hip-Hop-Musiker
- Charles Green (Astronom) (1735–1771), britischer Astronom
- Charles Green (Ballonfahrer) (1785–1870), britischer Ballonfahrer
- Charles Green (Koch) (1888–1974), britischer Koch und Antarktisreisender
- Charles Green (Boxer) (1902–1976), US-amerikanischer Boxer
- Charles Green (Bobfahrer) (1914–1999), britischer Bobfahrer und Kampfpilot
- Charles Alfred Howell Green (1864–1944), Erzbischof von Wales
- Charles C. Green (1873–1940), US-amerikanischer Politiker
- Charles Marvin Green, Jr., bekannt als Angry Grandpa (1950–2017), US-amerikanische Internet-Persönlichkeit
- Charlie Green (Musiker) (um 1895–1935), US-amerikanischer Posaunist
- Charlie Green (Footballspieler) (* 1943), US-amerikanischer American-Football-Spieler
- Chelsea Green (* 1991), kanadische Wrestlerin
- Christopher Green (* 1943), britischer Kunsthistoriker
- Columba Macbeth Green (* 1968), australischer Ordensgeistlicher, Bischof von Wilcannia-Forbes
- Constance McLaughlin Green (1897–1975), US-amerikanische Historikerin
- Cornell Green (Footballspieler, 1940) (* 1940), US-amerikanischer American-Football-Spieler
- Cornell Green (Footballspieler, 1976) (* 1976), US-amerikanischer American-Football-Spieler
- Craig Green (* 1961), neuseeländischer Rugby-Union-Spieler

### D
- Damian Green (* 1956), britischer Politiker (Conservative Party), Mitglied des House of Commons
- Danny Green (Schauspieler) (1903–1973), britischer Schauspieler
- Danny Green (Boxer) (Daniel Thomas Green; * 1973), australischer Boxer
- Danny Green (Pianist) (* 1981), US-amerikanischer Jazzmusiker
- Danny Green (Basketballspieler) (Daniel Richard Green; * 1987), US-amerikanischer Basketballspieler
- Darrell Green (Footballspieler) (* 1960), US-amerikanischer American-Football-Spieler
- Darrell Green (Musiker) (* um 1993), US-amerikanischer Jazzmusiker
- Dave Green (* 1942), britischer Jazzmusiker

- David Green (Unternehmer, 1941) (* 1941), US-amerikanischer Unternehmer
- David Green (Regisseur) (* 1948), US-amerikanischer Regisseur
- David Green (Unternehmer, 1956) (* 1956), US-amerikanischer Gesundheitsunternehmer
- David Green (Rennfahrer) (* 1958), US-amerikanischer Rennfahrer
- David Green (Reiter) (* 1960), australischer Vielseitigkeitsreiter
- David Green (Ökonom) (* 1961), kanadischer Wirtschaftswissenschaftler
- David Green (Snookerspieler), englischer Snookerspieler
- David A. Green (* 1959), britischer Astrophysiker
- David E. Green (1910–1983), US-amerikanischer Biochemiker
- David Gordon Green (* 1975), US-amerikanischer Filmregisseur
- David J. Green (* 1967), deutsch-britischer Mathematiker
- David M. Green (1932–2022), US-amerikanischer Psychologe
- David Martin Green (* 1953), kanadischer Herpetologe

- Debbie Green (* 1958), US-amerikanische Volleyballspielerin
- Dennis Green (Footballtrainer) (1949–2016), US-amerikanischer American-Football-Trainer
- Dennis Green (Kanute) (1931–2018), australischer Kanute
- Derek Green (* 1944), britischer Radrennfahrer
- Derrick Green (* 1971), US-amerikanischer Sänger
- Devin Green (* 1982), US-amerikanischer Basketballspieler
- Diana Green (* 1943), britische Wirtschaftswissenschaftlerin
- Diane Marshall-Green (* 1980), US-amerikanische Schauspielerin
- Dominic Green (Fußballspieler) (* 1989), englischer Fußballspieler
- Dominic Green (Basketballspieler) (* 1997), US-amerikanischer Basketballspieler
- Don Green (Fußballspieler, 1924) (1924–1996), englischer Fußballspieler
- Don Green (Fußballspieler, 1932) (1932–1992), englischer Fußballspieler
- Don Green (Squashspieler) († 2011), neuseeländischer Squashspieler
- Dorial Green-Beckham (* 1993), US-amerikanischer American-Football-Spieler
- Dorothy Green (Schauspielerin) (1920–2008), amerikanische Schauspielerin
- Dorothy Green (Tennisspielerin) (1887–1964), amerikanische Tennisspielerin
- Draymond Green (* 1990), US-amerikanischer Basketballspieler
- Duff Green (1791–1875), US-amerikanischer Journalist
- Dwight H. Green (1897–1958), US-amerikanischer Politiker

### E
- E. G. Green (* 1975), US-amerikanischer American-Football-Spieler
- Earl Green, britischer Schauspieler
- Edith Green (1910–1987), US-amerikanische Politikerin
- Edward H. R. Green (1868–1936), US-amerikanischer Philatelist und Numismatiker
- Elizabeth Green (Schauspielerin), US-amerikanische Schauspielerin
- Elizabeth A. H. Green (1906–1995), US-amerikanische Musikpädagogin, Dirigentin und Komponistin
- Elizabeth Shippen Green (1871–1954), US-amerikanische Illustratorin
- Elsie Green (1908–2009), britische Leichtathletin
- Emma Green (* 1984), schwedische Leichtathletin
- Emma Edwards Green (1856–1942), US-amerikanische Malerin und Designerin
- Eric Green (Hockeyspieler) (Eric Hubert Green; 1878–1972), englischer Hockeyspieler
- Eric Green (Golfspieler) (1908–1980), englischer Golfspieler
- Eric Green (Botaniker) († 2013), südafrikanischer Botaniker
- Eric Green (Footballspieler, 1967) (Bernard Eric Green; * 1967), US-amerikanischer American-Football-Spieler
- Eric Green (Footballspieler, 1982) (Eric Denaud Green; * 1982), US-amerikanischer American-Football-Spieler
- Eric D. Green (* 1959), US-amerikanischer Bakteriologe und Genetiker
- Ernest Green (* 1941), US-amerikanischer Bürgerrechtler
- Ernest Arthur Green (1915–1988), südafrikanischer römisch-katholischer Geistlicher und Bischof von Port Elizabeth
- Etienne Green (* 2000), französisch-englischer Fußballtorhüter
- Eugène Green (* 1947), französischer Regisseur
- Eva Green (* 1980), französische Schauspielerin
- Evelyn Everett-Green (1856–1932), britische Romancière
- Ewen Green (1958–2006), britischer Historiker

### F
- Florence Green (1901–2012), britische Militärangehörige
- Franklin Green (1933–2003), US-amerikanischer Sportschütze
- Fred Green (Leichtathlet) (* 1926), britischer Langstreckenläufer
- Fred W. Green (1871–1936), US-amerikanischer Politiker
- Freddie Green (1911–1987), US-amerikanischer Jazzgitarrist
- Frederick Green (Fußballspieler) (1851–1928), englischer Fußballspieler
- Frederick Charles Green (1891–1964), britischer Romanist, Anglist und Literaturwissenschaftler
- Frederick Thomas Green (1829–1876), anglo-kanadischer Grosswildjäger und Händler
- Frederick Laurence Green, bekannt als F. L. Green (1902–1953), britischer Schriftsteller
- Frederick W. Green (Politiker) (1816–1879), US-amerikanischer Politiker
- Frederick W. Green (Ägyptologe) (1869–1949), englischer Ägyptologe
- Friedrich Green (Politiker, 1701) (1701–1773), deutscher Kaufmann und Politiker, Bürgermeister von Lübeck
- Friedrich Green (Politiker, II), deutscher Politiker, Mitglied der Lübecker Bürgerschaft

### G
- Gabriel Green (1924–2001), US-amerikanischer Fotograf, Ufologe und Kandidat für die US-Präsidentschaft
- Gabrielle Nevaeh Green (* 2005), US-amerikanische Schauspielerin
- Garard Green (1924–2004), britischer Schauspieler
- Garlon Green (* 1991), US-amerikanischer Basketballspieler
- Gary Green (* 1950), englischer Musiker
- Gatlin Green (* 1997), US-amerikanische Schauspielerin und Singer-Songwriterin
- Gene Green (* 1947), US-amerikanischer Politiker
- Georg Green (auch Georgius Greenius; 1636–1691), deutscher Theologe, Poet und Historiker
- Georg Christian Green (1804–1845), deutscher Politiker, Ratsherr in Lübeck
- Georg Sigismund Green der Ältere (1673–1734), deutscher lutherischer Theologe
- Georg Sigismund Green der Jüngere (1712–1754), deutscher evangelischer Theologe
- George Green (1793–1841), britischer Mathematiker und Physiker
- George Green (Rugbyspieler) (1883–??), australischer Rugby-League-Spieler
- George Green (Fußballspieler, 1901) (George Henry Green; 1901–1980), englischer Fußballspieler
- George Green (Fußballspieler, 1912) (George Henry Green; 1912–1994), walisischer Fußballspieler
- George Green (Fußballspieler, 1914) (George Frederick Green; 1914–1995), englischer Fußballspieler
- George Green (Rennfahrer) (1927–2008), US-amerikanischer NASCAR-Rennfahrer
- George Green (Fußballspieler, 1996) (George William Green; * 1996), englischer Fußballspieler
- George F. Green (1830–1892), US-amerikanischer Zahnarzt und Erfinder
- George Michael Green (1952–2011), US-amerikanischer Songwriter
- Gerald Green (Schriftsteller) (1922–2006), US-amerikanischer Schriftsteller
- Gerald Green (Filmproduzent) (1932–2015), südafrikanisch-amerikanischer Filmproduzent
- Gerald Green (Basketballspieler) (* 1986), US-amerikanischer Basketballspieler
- GloZell Green (* 1972), US-amerikanische Schauspielerin, Synchronsprecherin und Webvideoproduzentin
- Gordon Green (Footballspieler) (1890–1973), australischer Australian-Football-Spieler
- Gordon Green (Pianist), britischer Pianist und Musikpädagoge
- Gordon Green (Komponist), US-amerikanischer Komponist und Maler
- Gotthard Heinrich Green (1741–1797), deutscher Kaufmann und Politiker, Ratsherr in Lübeck
- Grant Green (1935–1979), US-amerikanischer Jazzgitarrist und Komponist
- Gustavus Green (1865–1964), britischer Ingenieur
- Guy Green (Regisseur) (1913–2005), britischer Kameramann und Regisseur
- Guy Green (Politiker) (1937–2025), australischer Politiker

### H
- Hamilton Green (* 1934), guyanischer Politiker
- Hank Green (* 1980), US-amerikanischer Blogger, Musiker und Unternehmer
- Hanna Green (* 1980), deutsche Basketballspielerin
- Hannah Green, Pseudonym von Joanne Greenberg (* 1932), US.-amerikanische Schriftstellerin
- Hannah Green (Golfspielerin) (* 1996), australische Golfspielerin
- Harry Green (Fußballspieler, 1860) (Harold Green; 1860–1900), englischer Fußballspieler
- Harry Green (Leichtathlet) (Henry Harold Green; 1886–1934), britischer Langstreckenläufer
- Harry Green (Fußballspieler, 1904) (Harold Green; 1904–1975), englischer Fußballspieler
- Harry Green (Fußballspieler, 1908) (1908–1978), englischer Fußballspieler
- Harry Green (Fußballspieler, 1909) (Harold Green; 1909–1961), englischer Fußballspieler
- Henry Green (eigentlich Henry Vincent Yorke; 1905–1973), britischer Schriftsteller
- Henry Dickinson Green (1857–1929), US-amerikanischer Politiker
- Herbert S. Green (1920–1999), britisch-australischer Physiker
- Hetty Green (1834–1916), US-amerikanische Geschäftsfrau
- Hilary Green (* 1951), britische Eiskunstläuferin
- Hilton A. Green (1929–2013), US-amerikanischer Filmproduzent
- Holger Green (* 1951), deutscher Diplomat
- Howard Green (1925–2015), US-amerikanischer Biologe
- Howard Charles Green (1895–1989), kanadischer Rechtsanwalt und Politiker
- Hubert Green (1946–2018), US-amerikanischer Golfspieler
- Hughie Green (1920–1997), britischer Entertainer

### I
- Ian Green (* 1946), britischer Sprinter
- Innis Green (1776–1839), US-amerikanischer Politiker
- Irving Green (1916–2006), US-amerikanischer Musikproduzent
- Isaiah Green (* 1998), US-amerikanischer American-Football-Spieler
- Isaiah L. Green (1761–1841), US-amerikanischer Politiker

### J
- Jack Green (Radsportler), britischer Radsportler
- Jack Green (Musiker) (* 1951), britischer Musiker
- Jack Green (Leichtathlet) (* 1991), britischer Hürdenläufer
- Jack N. Green (* 1939), US-amerikanischer Kameramann
- Jacob Green (Naturforscher) (1790–1841), nordamerikanischer Anwalt und Wissenschaftler
- Jacob Green (Footballspieler) (* 1957), US-amerikanischer Footballspieler
- Jacquez Green (* 1976), US-amerikanischer American-Football-Spieler
- Jakob Green Jensen (* 1982), dänischer Handballspieler
- Jalen Green (* 2002), US-amerikanischer Basketballspieler
- James Green (Leichtathlet) (* 1932), US-amerikanischer Marathonläufer
- James Green (Historiker) (1944–2016), US-amerikanischer Historiker
- James Alexander Green (1926–2014), britischer Mathematiker
- James C. Green (1921–2000), US-amerikanischer Politiker
- James Patrick Green (* 1950), US-amerikanischer römisch-katholischer Erzbischof und vatikanischer Diplomat
- James S. Green (1817–1870), US-amerikanischer Politiker
- Jamie Green (* 1982), britischer Rennfahrer
- JaMychal Green (* 1990), US-amerikanischer Basketballspieler
- Jannick Green Krejberg (* 1988), dänischer Handballtorwart
- Jeff Green (Rennfahrer) (* 1962), US-amerikanischer Rennfahrer
- Jeff Green (Basketballspieler) (* 1986), US-amerikanischer Basketballspieler
- Jeff Green (Journalist), US-amerikanischer Spielejournalist und Chefredakteur der Computer Gaming World / Games for Windows
- Jenna Leigh Green (* 1974), US-amerikanische Schauspielerin
- Jeremiah Green (1977–2022), US-amerikanischer Schlagzeuger
- Jerry Green (* 1980), US-amerikanischer Basketballspieler
- Jesse Green (Sänger) (* 1948), jamaikanischer Disco- und Reggaemusiker
- Jesse Green (Pianist) (* 1971), US-amerikanischer Jazzmusiker
- Jesse Green (Journalist), US-amerikanischer Autor und Theaterkritiker
- Jessica Green (* 1993), australische Schauspielerin
- Jim Green (1943–2012), US-amerikanischer Politiker und Aktivist
- Jørgen Green (* 1938), dänischer Radrennfahrer
- Johann Nicolaus Green († 1766), deutscher Drucker und Verleger
- John Green (Bischof) (1706–1779), englischer Bischof
- John Green (Mediziner) (?–1778), englischer Mediziner
- John Green (Politiker, 1807) (1807–1887), US-amerikanischer Politiker und Richter
- John Green (Admiral) (1866–1948), britischer Admiral
- John Green (Fußballspieler, 1894) (1894–1966), englischer Fußballspieler
- John Green (Cricketspieler, 1896) (1896–1960), englischer Cricketspieler
- John Green (Cricketspieler, 1908) (1908–1987), englischer Cricketspieler
- John Green (Fußballspieler, 1939) (1939–2010), englischer Fußballspieler
- John Green (Journalist) (* 1941), britischer Journalist und Filmemacher
- John Green (Politiker, 1945), australischer Politiker
- John Green (Fußballspieler, 1958) (* 1958), englischer Fußballspieler
- John Green (Schriftsteller) (* 1977), US-amerikanischer Schriftsteller
- John Green Brady (1847–1918), US-amerikanischer Politiker
- John Richard Green (1837–1883), britischer Priester, Historiker und Geograph
- Johnny Green (1908–1989), US-amerikanischer Filmkomponist
- Jordan-Claire Green (* 1991), US-amerikanische Schauspielerin
- José Tetteh Kofie Green-Harris, gambischer Politiker
- Joseph Green (Kaufmann) (1727–1786), englischer Kaufmann und Freund von Immanuel Kant
- Joseph Green (Schauspieler) (1900–1996), US-amerikanischer Schauspieler und Regisseur
- Joseph Green (Autor) (* 1931), US-amerikanischer Science-Fiction-Autor
- Joseph Green (Leichtathlet) (* 2001), Sprinter aus Guam
- Josh Green (Politiker) (* 1970), US-amerikanischer Politiker
- Josh Green (Eishockeyspieler) (* 1977), kanadischer Eishockeyspieler und -trainer
- Josh Green (Basketballspieler) (Joshua Benjamin Green; * 2000), australischer Basketballspieler
- Josie Green (* 1993), walisische Fußballspielerin
- Joyce Green (* 1940), US-amerikanische Musikerin
- Julian Green (* 1995), deutscher Fußballspieler
- Julian Green (Eisschnellläufer) (* 1965), britischer Eisschnellläufer
- Julie Larson-Green (* 1962), US-amerikanische Managerin
- Julien Green (1900–1998), französischer Schriftsteller
- Julio César Green (* 1967), dominikanischer Boxer
- June Barrow-Green (* 1953), britische Mathematikhistorikerin

### K
- Kathe Green (* 1944), US-amerikanische Sängerin und Schauspielerin
- Kathleen J. Green (* 1955), US-amerikanische Zellbiologin und Hochschullehrerin
- Keith Green (1953–1982), US-amerikanischer Musiker, Sänger und Songwriter
- Ken Green (Fußballspieler) (1924–2001), englischer Fußballspieler
- Ken Green (Golfspieler) (* 1958), US-amerikanischer Golfspieler
- Kendrick Green (* 1998), US-amerikanischer American-Football-Spieler
- Kenneth Green (1911–1977), US-amerikanischer Physiker
- Kenyon Green (* 2001), US-amerikanischer American-Football-Spieler
- Kerri Green (* 1967), US-amerikanische Schauspielerin
- Kitty Green (* 1984), australische Filmregisseurin, Autorin und Produzentin

### L
- Ladarius Green (* 1990), US-amerikanischer American-Football-Spieler
- Lea Green (* 1976), deutsche Filmemacherin, Autorin und Bloggerin
- Lee Green (um 1900–um 1945), US-amerikanischer Bluesmusiker
- Leford Green (* 1986), jamaikanischer Leichtathlet
- Les Green (1941–2012), britischer Fußballspieler
- Leslie Green (1875–1908), britischer Architekt
- Leslie Green (Philosoph), britischer Rechtsphilosoph
- Lil Green (1901–1954), US-amerikanische Blues-Sängerin
- Logan Marshall-Green (* 1976), US-amerikanischer Schauspieler
- Lothar Green (1908–1981), deutscher Fußballschiedsrichter
- Lucinda Green (* 1953), britische Vielseitigkeitsreiterin
- Luther Green (1946–2006), US-amerikanischer Basketballspieler
- Lyle Green (* 1976), kanadischer American-Football- und Canadian-Football-Spieler

### M
- Madame Vaudé-Green (1822–1902), französische Fotografin
- Maddy Green (* 1992), neuseeländische Cricketspielerin
- Malcolm L. H. Green (1936–2020), britischer Chemiker
- Margo Green (* 1972), kanadische Squashspielerin
- Marian Green (* 1944), britische Schriftstellerin
- Mark Green (Bischof) (1917–2009), britischer Geistlicher, Bischof der Church of England
- Mark Green (Mathematiker) (* 1947), US-amerikanischer Mathematiker
- Mark Green (Eishockeyspieler) (1967–2004), US-amerikanischer Eishockeyspieler
- Mark Green (Footballspieler) (* 1967), US-amerikanischer Footballspieler
- Mark Andrew Green (* 1960), US-amerikanischer Politiker
- Mark E. Green (* 1964), US-amerikanischer Politiker
- Mark J. Green (* 1945), US-amerikanischer Politiker und Autor
- Marshall Green (1916–1998), US-amerikanischer Diplomat
- Martin Green (* 1948), australischer Physiker und Hochschullehrer
- Mary Green (1943–2022), britische Sprinterin
- Mary Letitia Green, Geburtsname von Mary Letitia Sprague (1886–1978), britische Botanikerin
- Matthew Green (Fußballtrainer), englischer Fußballtrainer
- Matthew Green (Politiker) (* 1980), kanadischer Politiker
- Mavis Green, Geburtsname von Mavis Henderson (* um 1917), englische Badmintonspielerin
- Melville S. Green (1922–1979), US-amerikanischer Physiker
- Melvin M. Green (1916–2017), US-amerikanischer Genetiker
- Michael Green (Theologe) (1930–2019), britischer Theologe und Hochschullehrer
- Michael Green (Tennisspieler), US-amerikanischer Tennisspieler
- Michael Green (Schwimmer), britischer Schwimmer
- Michael Green (Segler) (* 1954), barbadisch-lucianischer Regattasegler
- Michael Green (Autor), britischer Studentenpfarrer und Buchautor
- Michael Green (Leichtathlet) (* 1970), jamaikanischer Sprinter
- Michael Green (Hockeyspieler) (* 1972), deutscher Hockeyspieler
- Michael Green (Drehbuchautor), US-amerikanischer Drehbuchautor und Filmproduzent
- Michael Boris Green (* 1946), britischer Physiker
- Michael D. Green (1941–2013), US-amerikanischer Historiker
- Michael E. Green (* 1985), US-amerikanischer Basketballspieler
- Michael John William Green (1929–2022), britischer Künstler
- Micky Green (* 1984), australische Sängerin und Model
- Mike Green (Fußballspieler, 1946) (Michael Clive Green; * 1946), englischer Fußballspieler und -trainer
- Mike Green (Footballspieler, 1976) (Michael Wayne Green; * 1976), US-amerikanischer Footballspieler
- Mike Green (Eishockeyspieler, 1979) (Michael A. Green; * 1979), kanadischer Eishockeyspieler
- Mike Green (Eishockeyspieler, 1985) (Michael David Green; * 1985), kanadischer Eishockeyspieler
- Mike Green (Fußballspieler, Mai 1989) (Michael James Green; * 1989), englischer Fußballspieler
- Mike Green (Fußballspieler, Juli 1989) (Michael John Green; * 1989), englischer Fußballspieler
- Mike Green (Footballspieler, 2003) (Michael Green; * 2003), US-amerikanischer Footballspieler
- Miriam Green, deutsche Oboistin und Liedermacherin, siehe Miriam Hanika
- Misha Green (* 1984), US-amerikanische Drehbuchautorin und Fernsehproduzentin
- Mitch Green (* 1957), US-amerikanischer Boxer
- Mitzi Green (1920–1969), US-amerikanische Schauspielerin
- Monica Helen Green, US-amerikanische Medizinhistorikerin
- Morten Green (* 1981), dänischer Eishockeyspieler
- Mott Green (1966–2013), US-amerikanischer Chocolatier und Unternehmer

### N
- Nate Green (* 1977), US-amerikanischer Basketballschiedsrichter
- Nehemiah Green (1837–1890), US-amerikanischer Politiker
- Nicholas Green (* 1967), australischer Ruderer
- Nicole Green (Leichtathletin, 1971), US-amerikanische Sprinterin
- Nicole Green (Leichtathletin, 1997), US-amerikanische Hochspringerin
- Nigel Green (1924–1972), britischer Schauspieler

### O
- Oliver Green (1920–2018), britischer Luftwaffenoffizier
- Oliver Green (Historiker) (* 1951), britischer Verkehrshistoriker
- Otis Howard Green (1898–1978), US-amerikanischer Romanist und Hispanist

### P
- Pamela Green (1929–2010), britische Schauspielerin und Model
- Pat Green (* 1972), US-amerikanischer Countrysänger
- Paul Green (Drehbuchautor) (1894–1981), US-amerikanischer Drehbuchautor
- Paul Green (Musiker) (* 1972), US-amerikanischer Musiker, Produzent und Komponist
- Paul Green (Snookerspieler), englischer Snookerspieler
- Paul Green (Taekwondoin) (* 1977), britischer Taekwondoin
- Paul Green (Fußballspieler) (* 1983), englisch-irischer Fußballspieler
- Paul Green (Schauspieler), US-amerikanischer Schauspieler
- Paul Green (Rennfahrer), britischer Automobilrennfahrer
- Paul E. Green (1927–2012), US-amerikanischer Ökonom und Mathematiker
- Paul Eliot Green (* 1924), US-amerikanischer Elektroingenieur
- Perry Green (* 1936), US-amerikanischer Pokerspieler
- Peter Green (Historiker) (1924–2024), britischer Schriftsteller, Journalist und Historiker
- Peter Green (1946–2020), britischer Musiker
- Peter Green (Schiedsrichter) (* 1978), australischer Fußballschiedsrichter
- Peter Shaw Green (1920–2009), britischer Botaniker
- Philip Green (Komponist) (1911–1982), britischer Filmkomponist
- Philip Green (Unternehmer) (* 1952), britischer Unternehmer
- Philip P. Green (* 1950), US-amerikanischer Mathematiker und Genetiker
- Pumpsie Green (1933–2019), US-amerikanischer Baseballspieler

### R
- Rachel Green (Biologin) (Rachel D. Green; * um 1964), Biologin
- Rachel Green (Köchin), britische Köchin und Autorin
- Reinaldo Marcus Green (* 1981), US-amerikanischer Filmregisseur und Drehbuchautor
- Renée Green (* 1959), US-amerikanische Autorin, Filmemacherin und Installationskünstlerin
- Richard Green (Sexualwissenschaftler) (1936–2019), US-amerikanischer Sexualwissenschaftler und Hochschullehrer
- Richard Green (Schauspieler), US-amerikanischer Schauspieler, Synchronsprecher, Produzent und Regisseur
- Richard Green (Golfspieler) (* 1971), australischer Golfspieler
- Richard Gordon Lancelyn Green (1953–2004), britischer Schriftsteller
- Richard J. Green (Chemiker) (* 1964), US-amerikanischer Chemiker
- Richard J. Green (Cricketspieler) (* 1976), englischer Cricketspieler
- Rick Green (* 1956), kanadischer Eishockeyspieler
- Rickey Green (* 1954), US-amerikanischer Basketballspieler
- Ricky Lee Green (1960–1997), US-amerikanischer Serienmörder
- Riley Green (* 1988), US-amerikanischer Countrysänger
- Rob Green (Moderator) (Robert Edward Green; * 1976), britischer Radio- und Fernsehmoderator sowie DJ
- Rob Green (Regisseur), Regisseur und Drehbuchautor
- Robbie Green (* 1974), englischer Dartspieler
- Robert Green (* 1980), englischer Fußballtorwart
- Robert Green (Fußballspieler, 1997) (* 1997), Fußballspieler der Britischen Jungferninseln
- Robert A. Green (1892–1973), US-amerikanischer Politiker
- Robert Stockton Green (1831–1895), US-amerikanischer Politiker
- Robson Green (* 1964), britischer Schauspieler
- Rodney Green (Fußballspieler) (1939–2018), englischer Fußballspieler
- Rodney Green (Radsportler) (* 1974), südafrikanischer Radrennfahrer
- Rodney Green (Musiker) (* 1979), US-amerikanischer Schlagzeuger
- Roger Lancelyn Green (1918–1987), britischer Schriftsteller
- Roland Green (Politiker) (1885–1947), australischer Politiker
- Roland Green (Maler) (1896–1971), britischer Maler und Illustrator
- Roland Green (Radsportler) (* 1974), kanadischer Radsportler
- Roland J. Green (1944–2021), US-amerikanischer Schriftsteller
- Rosario Green (1941–2017), mexikanische Politikerin
- Roscoe Greene (1796–1840), US-amerikanischer Politiker
- Rudolph Green (1926–2016), jamaikanischer Offizier
- Russell Green (* 2001), neuseeländischer Mittelstreckenläufer
- Ryan Speedo Green (* 1986), US-amerikanischer Opernsänger (Bass/Bassbariton)

### S
- S. William Green (1929–2002), US-amerikanischer Politiker
- Safia Oakley-Green (* 2001), britische Schauspielerin
- Sally Green (1922–2014), US-amerikanische Tischtennisspielerin
- Sam Green, US-amerikanischer Filmregisseur
- Samuel Green (1740–1796), englischer Orgelbauer
- Sarah Green, Filmproduzentin
- Seth Green (* 1974), US-amerikanischer Schauspieler
- Sienna Green (* 2004), australische Wasserballspielerin
- Sihugo Green (1933–1980), US-amerikanischer Basketballspieler
- Simon Green (* 1976), englischer Produzent, Komponist und Musiker, siehe Bonobo (Musiker)
- Simon R. Green (* 1955), britischer Autor
- Sonequa Martin-Green (* 1985), US-amerikanische Schauspielerin
- Sonny Green (* 1940), schwedischer Radrennfahrer
- Stanley Green (1915–1993), britische menschliche Werbetafel
- Steph Green (* 1979), amerikanisch-irische Drehbuchautorin und Filmregisseurin
- Stephen Green (* 1948), britischer Bankmanager
- Steve Green (Basketballspieler) (* 1953), US-amerikanischer Basketballspieler
- Steve Green (Leichtathlet) (* 1955), britischer Sprinter
- Steve Green (Sänger) (* 1956), US-amerikanischer Sänger
- Steve Green (Fußballspieler) (* 1977), jamaikanischer Fußballspieler
- Steve Green (Baseballspieler) (* 1978), kanadischer Baseballspieler
- Steven Green (Mörder) (1985–2014), US-amerikanischer Vergewaltiger und Mörder, Kriegsverbrecher
- Steven Green (Leichtathlet) (* 1983), britischer Sprinter
- Steven Green (Cricketspieler) (* 1996), englischer Cricketspieler
- Steven J. Green (* 1945), US-amerikanischer Diplomat

### T
- Taurean Green (* 1985), US-amerikanischer Basketballspieler
- Taylor Green (* 1986), US-amerikanischer Baseballspieler
- Ted Green (Edward Joseph Green; 1940–2019), kanadischer Eishockeyspieler und -trainer
- Theo Green, US-amerikanischer Tontechniker
- Theodore F. Green (1867–1966), US-amerikanischer Politiker
- Thomas Green (Märtyrer) († 1537) englischer Märtyrer der Kartäuser
- Thomas Green (Kartograf) (1770–1830), deutscher Kartograf
- Thomas Green (Kanute) (* 1999), australischer Kanute
- Thomas H. Green (Jesuit) (1932–2009), US-amerikanischer Jesuit, Seelsorger und Hochschullehrer
- Thomas Hill Green (1836–1882), englischer Philosoph
- Thomas M. Green junior (1758–1813), US-amerikanischer Politiker
- Thurman Green (Thurman Alexander Green II; 1940–1997), US-amerikanischer Posaunist, Arrangeur und Komponist
- Tim Green (Schauspieler) (* 1939), US-amerikanischer Schauspieler
- Tim Green (Tenorsaxophonist) (1956 oder 1957–2014), US-amerikanischer Jazzmusiker
- Tim Green (Autor) (* 1963), US-amerikanischer Footballspieler, Moderator und Schriftsteller
- Tim Green (Regisseur), Regisseur und Filmproduzent
- Tim Green (Eishockeyspieler, 1969) (* 1969), kanadischer Eishockeyspieler
- Tim Green (Eishockeyspieler, 1981) (* 1981), kanadischer Eishockeyspieler
- Tim Green (Altsaxophonist) US-amerikanischer Jazzmusiker
- Tom Green (* 1971), kanadischer Komödiant und Fernsehmoderator
- Tom Green (Schauspieler) (* 1991), australischer Schauspieler
- Tommie Green († 2015), US-amerikanischer Basketballspieler
- Tommy Green (Fußballspieler, 1863) (Thomas Charles Green; 1863–1921), englischer Fußballspieler
- Tommy Green (Fußballspieler, 1876) (Thomas Green; 1876–1958), englischer Fußballspieler
- Tommy Green (Fußballspieler, 1893) (Thomas Green; 1893–1975), englischer Fußballspieler
- Tommy Green (Leichtathlet) (Thomas William Green; 1894–1975), britischer Geher
- Tommy Green (Fußballspieler, 1900) (Thomas Green; 1900–1973), englischer Fußballspieler
- Tommy Green (Fußballspieler, 1907) (Thomas Foster Green; 1907–1972), englischer Fußballspieler
- Tommy Green (Fußballspieler, 1913) (Thomas Green; 1913–1991), englischer Fußballspieler
- Tommy Green (Fußballspieler, 1926) (Thomas Green; 1926–1952), englischer Fußballspieler
- Travis Green (* 1970), kanadischer Eishockeyspieler

### U
- Urbie Green (1926–2018), US-amerikanischer Jazzposaunist

### V
- Valentine Green (Kupferstecher) (1739–1813), britischer Kupferstecher
- Valentine Green (Schachspieler) (1831–1877), englischer Schachspieler
- Vera Green (1928–1982), US-amerikanische Anthropologin
- Victor Hugo Green (1892–1960), US-amerikanischer Schriftsteller
- Vivian Green (* 1979), US-amerikanische Sängerin

### W
- Walon Green (* 1936), US-amerikanischer Filmschaffender
- Warren Green (1869–1945), US-amerikanischer Politiker
- Wayne Green (1922–2013), US-amerikanischer Publizist
- Wharton Jackson Green (1831–1910), US-amerikanischer Politiker
- Will Green (* 1973), englischer Rugby-Union-Spieler
- William Green (Gewerkschafter) (1873–1952), US-amerikanischer Gewerkschaftsfunktionär
- William Green, Exilname von Wilhelm Gründorfer (1910–2000), österreichischer Mediziner, Journalist und Parteifunktionär
- William Green (Produzent), Filmproduzent
- William Green (Footballspieler) (* 1979), US-amerikanischer American-Football-Spieler
- William J. Green junior (1910–1963), US-amerikanischer Politiker
- William J. Green III (* 1938), US-amerikanischer Politiker
- William R. Green (1856–1947), US-amerikanischer Politiker
- Willie Green (Rennfahrer) (* 1943), britischer Autorennfahrer
- Willie Green (Footballspieler) (* 1966), US-amerikanischer American-Football-Spieler
- Willie Green (Basketballspieler) (* 1981), US-amerikanischer Basketballspieler
- Willis Green, US-amerikanischer Politiker

### Y
- Yaniv Green (* 1980), israelischer Basketballspieler
- Yasmin Green, US-amerikanische Wissenschaftlerin und Managerin, Leiterin von Jigsaw Google
- Yatil Green (* 1973), US-amerikanischer American-Football-Spieler

### Z
- Zane Green (* 1996), namibischer Cricketspieler